# Gertrud Wertheim (Schriftstellerin)
Gertrud Wertheim, Pseudonym Truth (* 5. Dezember 1867 als Clara Gertrud Tietzer in Berlin; † 27. November 1927 in Clarens VD) war eine deutsche Schriftstellerin.

## Leben

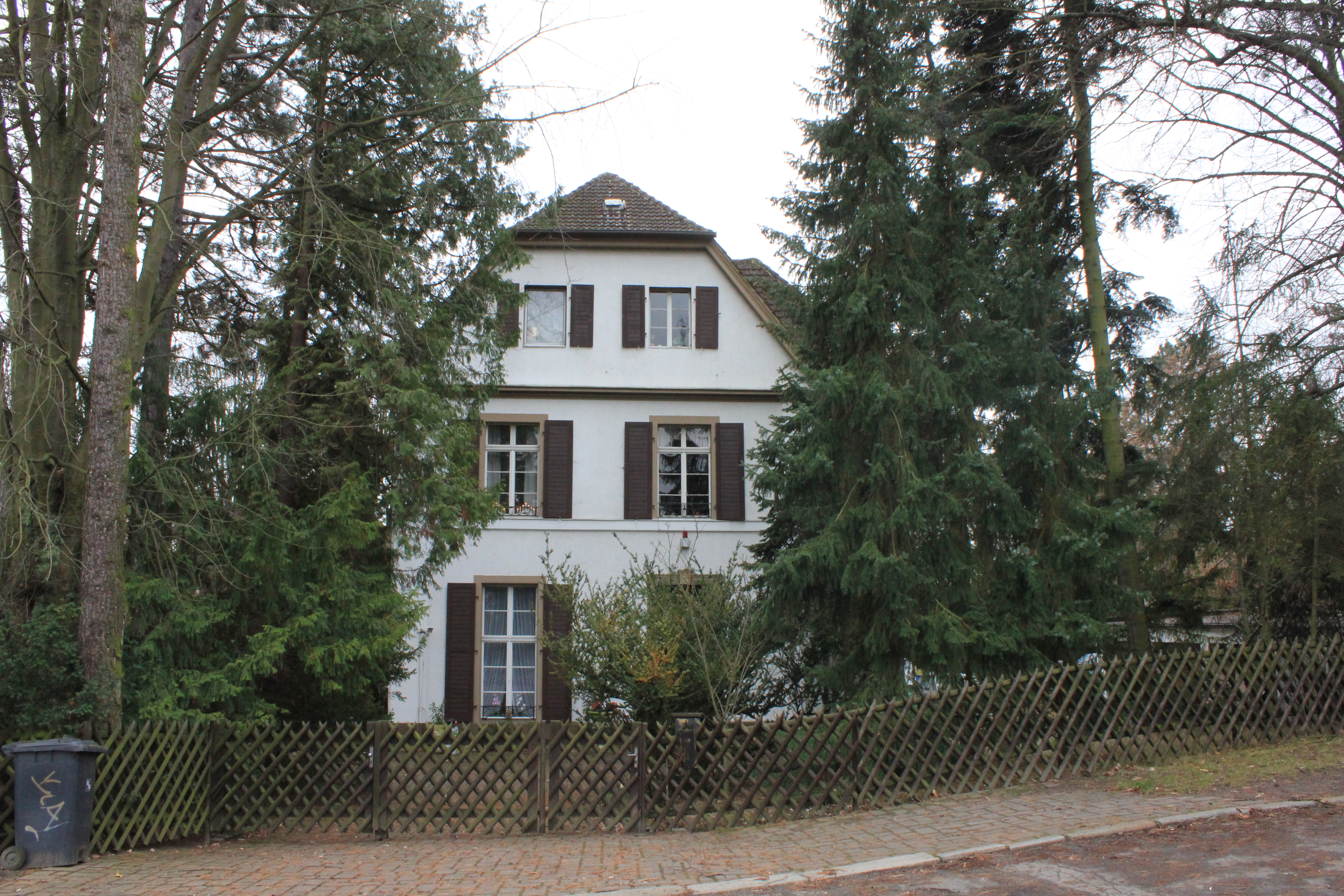
Villa Wertheim in Kladow, über Jahre Wertheims Berliner Wohnsitz

Wertheim war Tochter des Bankiers Aron (Adolf) Tietzer. In erster Ehe war sie mit dem Bankier Alexander Pinkus verheiratet, aus dieser Ehe ging die Tochter Henriette Julia Dolly (1892–1923) hervor, die kurzzeitig mit Artur Landsberger verheiratet war. In zweiter Ehe heiratete sie 1904 den Warenhausbesitzer Wolff Waldemar Wertheim, einen Bruder Georg Wertheims. In ihrer Berliner Zeit war sie Zentrum verschiedener Skandale. Sie unterstützte etwa Wilhelm Voigt, den Hauptmann von Köpenick, durch eine monatliche Rente, die Voigt schließlich einklagen wollte. 1911 war sie Zeugin in dem aufsehenerregenden Strafprozess gegen Gisbert von Wolff-Metternich, einen Verehrer ihrer Tochter Dolly. 
Wertheim schilderte in ihrem Werk das gesellschaftliche Leben im Milieu des Berliner Neuen Westens sowie Reiseeindrücke von mondänen Ferienorten. Ihre Romane wurden als Schlüsselromane rezipiert. Budke und Schulze attestieren ihren Romanen eine „impressionistische Erzählhaltung“, die zeitgenössische Kritik äußerte sich zur Qualität ihres Werks weitgehend negativ. Geißler charakterisierte ihr Werk (mit antimoderner und antisemitischer Stoßrichtung) etwa als „Dekadenz, erotische Sensation […] hastige Sätze und orientalische Schwüle“.

## Werke
- Hefe im Schaum. Berliner Roman. Trautwein, Berlin 1896.
- Baron Max. Fin de siècle-Roman aus Berlin W. Steinitz, Berlin 1897.
- Prinzessin Fee. Wiener Roman. Trautwein, Berlin 1897.
- Frauenehre und Frauenliebe. Geschichten aus dem Leben. Eckstein, Berlin 1900.
- Baden-Baden. High-Life-Roman. Eckstein, Berlin 1902.
- Der Apoll von Bellevue! Berliner Roman. Eckstein, Berlin 1902.
- Majestät a. D. Psychologische Romanstudie aus dem fürstlichen Frauenleben zu Beginn des 20. Jahrhunderts. Eckstein, Berlin 1903.
- Uebermenschen. Novellen. Eckstein, Berlin 1903.
- Großfürstenliebe. Novellen. Marquardt, Berlin 1908.
- Meine Glaubwürdigkeit im Metternich-Prozeß. Verlag des „Kleinen Journal“, Berlin 1911.
- Die Gräfin von Gleichen. Internationaler Roman. Ladyschnikow, Berlin 1912.